# عبد الرحمن (ملاكم صيني)
عبد الرحمن (مواليد 1 يونيو 1978) هو ملاكم صيني، مثّل بلاده في الألعاب الأولمبية الصيفية 2000.

## روابط خارجية
عبد الرحمن على موقع أوليمبيديا (الإنجليزية)